# What's Up, Tiger Lily?
What's Up, Tiger Lily?  je ameriški komični film iz leta 1966, režijski prvenec Woodyja Allena, ki je na japonski vohunski film Kokusai himitsu keisatsu: Kagi no kagi Senkičija Tanigučija iz leta 1965 posnel z zgodbo prvotnega filma povsem nepovezane avtorske dialoge v angleščini. Z dodatkom novih in menjavo vrstnega reda obstoječih prizorov je popolnoma spremenil ton filma iz klona vohunskih filmov o Jamesu Bondu v komedijo o iskanju najboljše jajčne solate na svetu.
Med procesom post-produkcije so Allenovo enourno televizijsko različico brez njegovega soglasja razširili z dodatnimi prizori iz filma Kokusai himitsu keisatsu: Kayaku no taru, tretjega filma iz serije Kokusai himitsu keisatsu, in glasbenimi točkami rock skupine The Lovin' Spoonful. Ta izkušnja je Allena prepričala, da si mora v prihodnjih projektih zagotoviti nadzor nad ustvarjalnim procesom. Skupina iz filma je izdala tudi filmski album. Tedanja Allenova žena Louise Lasser je ena od glasovnih igralk novo posnetih dialogov, kot tudi Mickey Rose, Allenov koscenarist pri kasnejših filmih Vzemi denar in zbeži (1969) in Banane (1971).

## Vloge
- Tacuja Mihaši kot Phil Moscowitz
- Akiko Vakabajaši kot Suki Jaki
- Mie Hama kot Teri Jaki
- Tadao Nakamaru kot pastir Vong
- Susumu Kurobe kot Ving Fat
- Sačio Sakai kot Hoodlum
- Hidejo Amamoto kot človek-kobra
- Tecu Nakamura kot zunanji minister
- Osman Yusuf kot kockar
- Kumi Mizuno kot Philova spremljevalka
- Woody Allen (glas)
- Julie Bennett (glas)
- Frank Buxton (glas)
- Louise Lasser (glas)
- Len Maxwell (glas)
- Mickey Rose (glas)
- The Lovin' Spoonful